# Ahlbeck (Heringsdorf)
Das Seeheilbad Ahlbeck ist als Ortsteil der Gemeinde Ostseebad Heringsdorf das östlichste der drei Kaiserbäder auf der Insel Usedom im Landkreis Vorpommern-Greifswald, Mecklenburg-Vorpommern. Ahlbeck liegt direkt an der Grenze zum polnischen Seebad Swinemünde.
Im Jahr 2005 wurden die drei bisherigen selbstständigen Ostseebadeorte Ahlbeck, Heringsdorf und Bansin zur Gemeinde Dreikaiserbäder zusammengeschlossen. Seit 2006 heißt die Gemeinde Heringsdorf, der Sitz der Gemeindeverwaltung befindet sich aber in Ahlbeck (Gemeinde Ostseebad Heringsdorf, Seebad Ahlbeck, Kurparkstraße 4).
Mit diesen Badeorten und dem seit Ende der 1940er Jahre polnischen Swinemünde ist Ahlbeck durch die längste Strandpromenade Europas verbunden, welche sich auf einer Länge von über 12 km über die vier Seebäder erstreckt.
Der feine Sandstrand von Swinemünde über Ahlbeck und Heringsdorf nach Bansin zieht sich, durchschnittlich 40 m breit, mit insgesamt 42 km Länge im weiteren Verlauf bis nach Peenemünde.
Ahlbeck ist auch an den Ostseeküsten-Radweg angeschlossen, welcher innerhalb des europäischen EuroVelo-Netzes einmal um die gesamte Ostsee führt.

## Geschichte

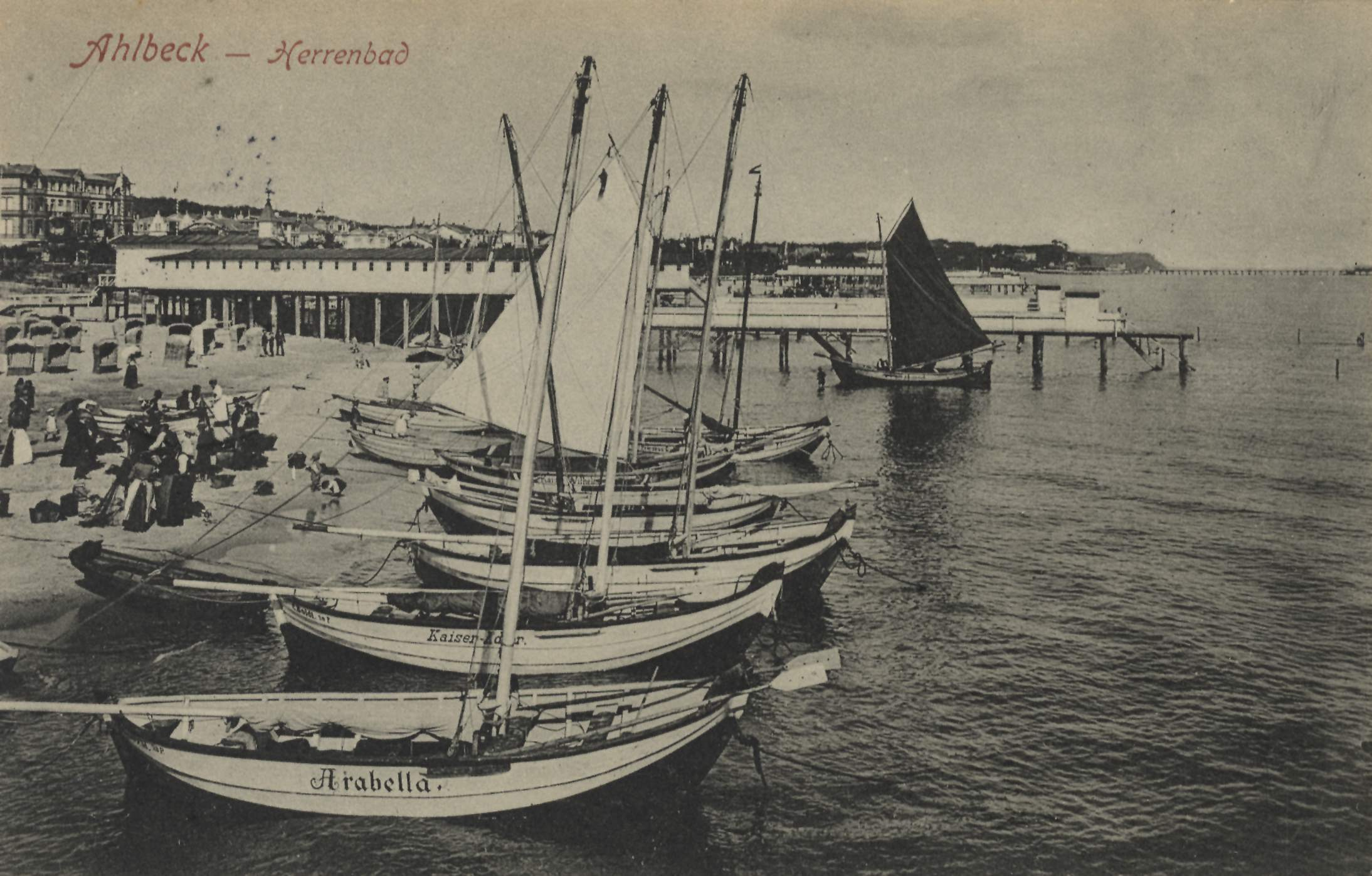
Boote am Herrenbad in Ahlbeck, Ansichtskarte von Römmler & Jonas, um 1900

Ahlbeck und Heringsdorf nordwestlich der Ostsee-Hafenstadt Swinemünde an der Pommerschen Bucht auf einer Karte der Stadt und ihrer Umgebung von 1910

### Name
Ahlbeck wurde erstmals als Ahlebeck im Jahr 1693 genannt.
Der Ort leitet seinen Namen von der Aal-Beeke (Aalbach, heute Beek) ab, die den Gothensee und das Thurbruch durch den später verlandeten Parchensee mit der Ostsee verband. Nahe der Mündung befand sich eine Aalkiste, die mit dem Bach in der Lubinschen Karte von 1618 enthalten ist.

### Von 1700 bis 1989
Um 1700 ließ der Besitzer der Güter Mellenthin und Gothen, Carl Leonhard Müller von der Lühne, an der Aal-Beeke eine Wassermühle errichten, die als Getreide- und Schneidemühle diente. Er verpachtete sie an Michael Agner, einen Müller aus der Stargarder Heide. Zur gleichen Zeit ließen sich ein Fischer und ein Teerbrenner nieder. Der Mühlenstau führte zu einem ständigen hohen Wasserstand im Thurbruch, was sich ungünstig auf die Weiden der anliegenden Dörfer wie Korswandt auswirkte, da die Wiesen häufig überschwemmt wurden. Der vom preußischen König Friedrich II. mit der Melioration des Thurbruchs beauftragte Franz Balthasar Schönberg von Brenkenhoff kaufte daher 1772 die Mühle auf und ließ sie abtragen. Der damalige Besitzer, Kriegsrat Peter Ernst von Meyenn, erhielt dafür 3700 Taler.
Brenckenhoff ließ bald darauf zwölf Kolonisten sich ansiedeln. Von diesen waren vier Fischer, die Strandfischerei betrieben und den Wasserlauf der Beek freizuhalten hatten. Zusammen mit den anderen acht Büdnerstellen bildeten sie das Dorf Ahlbeck königlichen Anteils. Auf der zu Gothen gehörenden Seite nördlich der Beek befand sich Ahlbeck adligen Anteils, das 1733 aus vier und 1779 aus fünf Fischerhäusern bestand.
Nachdem der Besitzer von Adelig Ahlbeck, Georg Bernhard von Bülow, nach 1820 den Verkauf von Grundstücken eingestellt hatte, ließ er ihn ab 1848 wieder zu. Um die Mitte des 19. Jahrhunderts wuchsen die beiden Ortsteile nun durch Zuzug rasch an. 1862 hatte der adelige Teil 370 Einwohner, der königliche 275. Im Jahr 1870 hatten beide Ortsteile zusammen rund 800 Einwohner.
Mitte des 19. Jahrhunderts kam Johann Koch als Lehrer und Kantor nach Ahlbeck. 1852 nahm er in seinem Haus die ersten zahlenden Urlauber auf. Er gründete einen Gesangsverein sowie das Komitee zur Erbauung eines evangelischen Gotteshauses, das Sammlungen für den Bau einer eigenen Kirche organisierte. Die Grundsteinlegung der Ahlbecker Kirche im Juli 1894 erlebte er nicht mehr; Koch war wenige Wochen zuvor gestorben. 1908 erhielt die inzwischen gewachsene Gemeinde die Bezeichnung Seebad Ahlbeck. Mit 522.000 Gästeübernachtungen im Sommerhalbjahr 1938 war Ahlbeck das – nach Kolberg – zweitmeistbesuchte der pommerschen Seebäder im letzten Jahr vor dem Zweiten Weltkrieg.

### Seit 1990
Nach der politischen Wende wurde ab 1991 der Ortskern im Rahmen der Städtebauförderung gründlich saniert.
Am 1. Januar 2005 schlossen sich die drei Ostseebadeorte Ahlbeck, Heringsdorf und Bansin, die zuvor selbständige Gemeinden waren, zur Gemeinde Dreikaiserbäder zusammen. Seit dem 1. Januar 2006 heißt die Großgemeinde Heringsdorf.
Als eigenständige Gemeinde hatte Ahlbeck am 31. Dezember 2003 3395 Einwohner.

## Politik

### Wappen
| Wappen von Ahlbeck | Blasonierung: „Schräg geteilt; oben in Silber ein golden bewehrter roter Greif, dessen linker Fang und rechte Pranke durch das untere Feld verdeckt werden; unten in Blau ein sich aufwärts schlängelnder, linksgewendeter silberner Aal.“ |
| Wappen von Ahlbeck | Wappenbegründung: Das Wappen vereinigt das Wappentier der preußischen Provinz Pommern, den roten Greif, mit einem Tiermotiv, dem Aal. Letzteres stellt den bildlichen Bezug zum Ortsnamen her. Zugleich soll mit dem Aal die Fischerei als traditionelle Erwerbsquelle der Einwohner symbolisiert werden. Die Tingierung weist auf die Zugehörigkeit der einstigen Gemeinde zur ehemaligen Provinz Pommern hin. Durch den Zusammenschluss der drei Ostseebäder verlor das Wappen von Ahlbeck zum 1. Januar 2005 seinen Status als Hoheitszeichen. Das Wappen wurde von der Ahlbeckerin Hildegard Scholz gestaltet. Es wurde am 9. November 1929 durch das Preußische Staatsministerium genehmigt und unter der Nr. 114 der Wappenrolle des Landes Mecklenburg-Vorpommern registriert. |

### Flagge

Die Flagge wurde von der Ahlbeckerin Sigrid Ulbrich gestaltet und am 22. Dezember 1997 durch das Ministerium des Innern genehmigt.
„Die Flagge besteht aus weißem Tuch. Es ist im ersten Fünftel unterhalb der Oberkante und im ersten Fünftel oberhalb der Unterkante mit je einer durchgehenden blauen Zwillingswellenleiste sowie in der Mitte mit dem Wappen der ehemaligen Gemeinde Ostseeheilbad Ahlbeck belegt. Jede der vier Wellenleisten nimmt ein Dreißigstel, das Wappen die Hälfte der Höhe des Flaggentuchs ein. Die Höhe des Flaggentuchs verhält sich zur Länge wie 3:5.“

## Sehenswürdigkeiten

### Seebrücke
Die historische Seebrücke Ahlbeck wurde 1899 mit einem 280 m ins Meer reichenden Seesteg in gründerzeitlicher Architektur errichtet und 1993 erneuert. Als einzige unter den zahlreichen Seebrücken an der Ostseeküste konnte Ahlbecks Seebrücke ihre historische Bausubstanz erhalten, auch wenn 1971–1972 eine Erneuerung der Holzpfahlgründung durch eine Stahlpfahlgründung notwendig geworden war.
Auf dem Platz vor der Seebrücke steht eine Jugendstiluhr mit verspielter Girlanden-Ornamentik, die ein Kurgast 1911 der Gemeinde stiftete. In unmittelbarer Nähe befindet sich der Konzertplatz mit der 1908 erbauten Freiluftbühne. In der Sommersaison finden hier regelmäßig Kurkonzerte und Veranstaltungen statt.
Der Strand von Ahlbeck wird nicht nur zur Badesaison frequentiert. Eisbaden hat seit 1995 im Bereich der Seebrücke Tradition. Am Valentinstag wird es Jahr für Jahr zu einem Event mit über 200 aktiven Schwimmern und über 1000 Zuschauern.

### Bäderarchitektur
Ahlbeck besitzt insbesondere entlang der parallel zur Strandpromenade verlaufenden Dünenstraße sehenswerte Bauten im Stil der klassizistischen Bäderarchitektur: Als Grundfarbe dominiert in dieser Straße Weiß (Beispiel: Nr. 47), aufgelockert indes durch farbenprächtige Kompositionen in Beige, Bordeauxrot und Blau (Beispiel: Nr. 39), vielfach typisch mit großen Rechteckfenstern, vorspringenden Mittelrisaliten, Dreiecks- oder Segmentgiebeln, Türmchen. Im Zeitraum 1991 bis um 2015 wurde der Ortskern und seine Bäderarchitektur mit Hilfe der Städtebauförderung umfassend saniert.

### Kirche
Die Ahlbecker Kirche oder auch Kirche Ahlbeck ist die evangelische Kirche in Ahlbeck. Sie wurde aus Backstein im Stil des Historismus mit Elementen der Neugotik errichtet und 1895 vollendet.

### „OstseeTherme“
Das Schwimmbad heißt OstseeTherme. Daneben steht seit 1996 ein Aussichtsturm mit drei Plattformen in Stahlbauweise, die wahlweise entweder über eine Treppe oder über einen Aufzug erreicht werden können. Dieser Turm trägt auf einer vierten kleinen Plattform zwischen der obersten Plattform und der Turmspitze auch einige Antennen für Mobilfunk.

### Geschichtsdenkmal
In einem Park an der Lindenstraße erinnert seit 1954 ein Ehrenmal an die Opfer des Faschismus, zu denen 15 Bürger Ahlbecks gehörten. Ebenfalls an der Lindenstraße am Bahnhof befindet sich ein Sowjetischer Ehrenfriedhof mit Ehrenmal für 85 auf Usedom gefallene Soldaten und Offiziere.

### Grenze und Grenzmarkt
Zwei Kilometer östlich von Ahlbeck verläuft seit 1945 die Staatsgrenze zu Polen. Vor 1990 noch durch einen dreifachen Zaun mit Wachtturm hermetisch abgeriegelt, führte nach der Wende bis zum 20. Dezember 2007, dem Tag, als auch Polen dem Schengener Abkommen beitrat, ein Fußgängern vorbehaltener Grenzübergang vom meist überfüllten PKW-Parkplatz durch den sich ca. einen halben Kilometer hinter der Grenze erstreckenden „Basar“, nach Swinemünde (Świnoujście), dem ältesten Seebad der Insel.
Heute ist der Grenzübertritt an jeder Stelle und mit dem Pkw (bis zu 3,5 t) über den Grenzübergang am östlichen Ende der ehemaligen Bundesstraße 111 möglich. Die 2011 eröffnete, zwölf Kilometer lange, durchgängige Strandpromenade verbindet die Kaiserbäder Bansin, Heringsdorf und Ahlbeck und die polnische Hafenstadt Swinemünde (Świnoujście).

### Kaiser-Wilhelm-Kinderheim
Am östlichen Ortsrand kurz vor der Grenze nach Polen liegt das frühere Kaiser-Wilhelm-Kinderheim, das jetzt als „Jugendferienpark Ahlbeck“ der Sportjugend Berlin dient. Aus der Gründungszeit ist neben anderen Gebäuden ein Pavillon erhalten. Der Komplex wurde 1912 und 1913 erbaut. Das Kinderheim war eine Stiftung von Kaiser Wilhelm II. Schüler und Kinder- und Jugendgruppen kamen hier unter. Später war es eine Erholungsstätte für Kinder, deren Eltern in Berliner Großbetrieben beschäftigt waren. Nach dem Ende des Zweiten Weltkriegs bis 1949 befand sich im ehemaligen Kinderheim ein Stabsquartier der Sowjetischen Streitkräfte. Anschließend war es bis 1989 das zentrale Pionierlager „Boleslaw Bierut“. Seit 1993 gehört es der Sportjugend Berlin, die der Deutschen Sportjugend angehört.

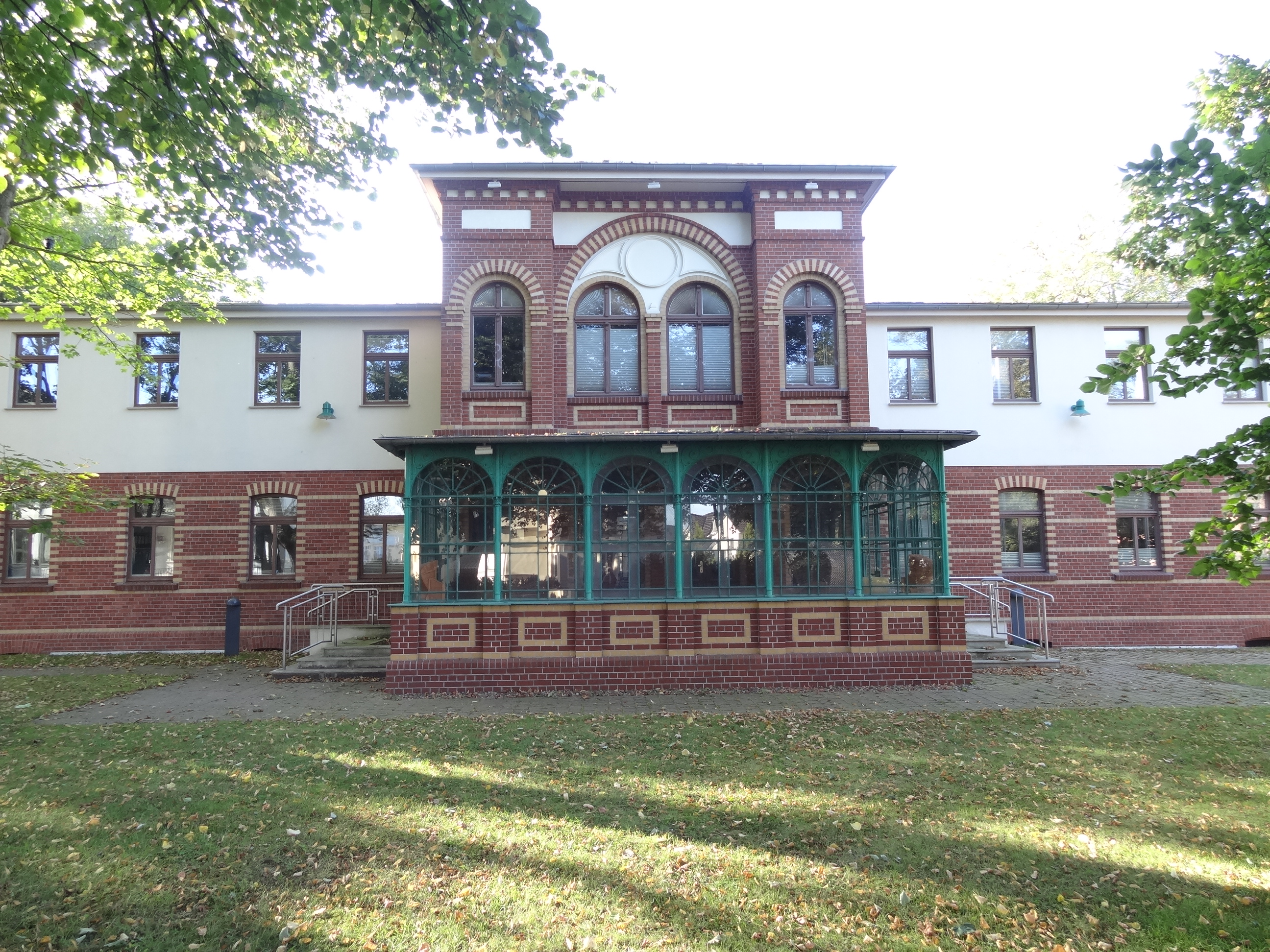
Ehemaliges Warmbad Ahlbeck, später Rathaus und Heimatstube
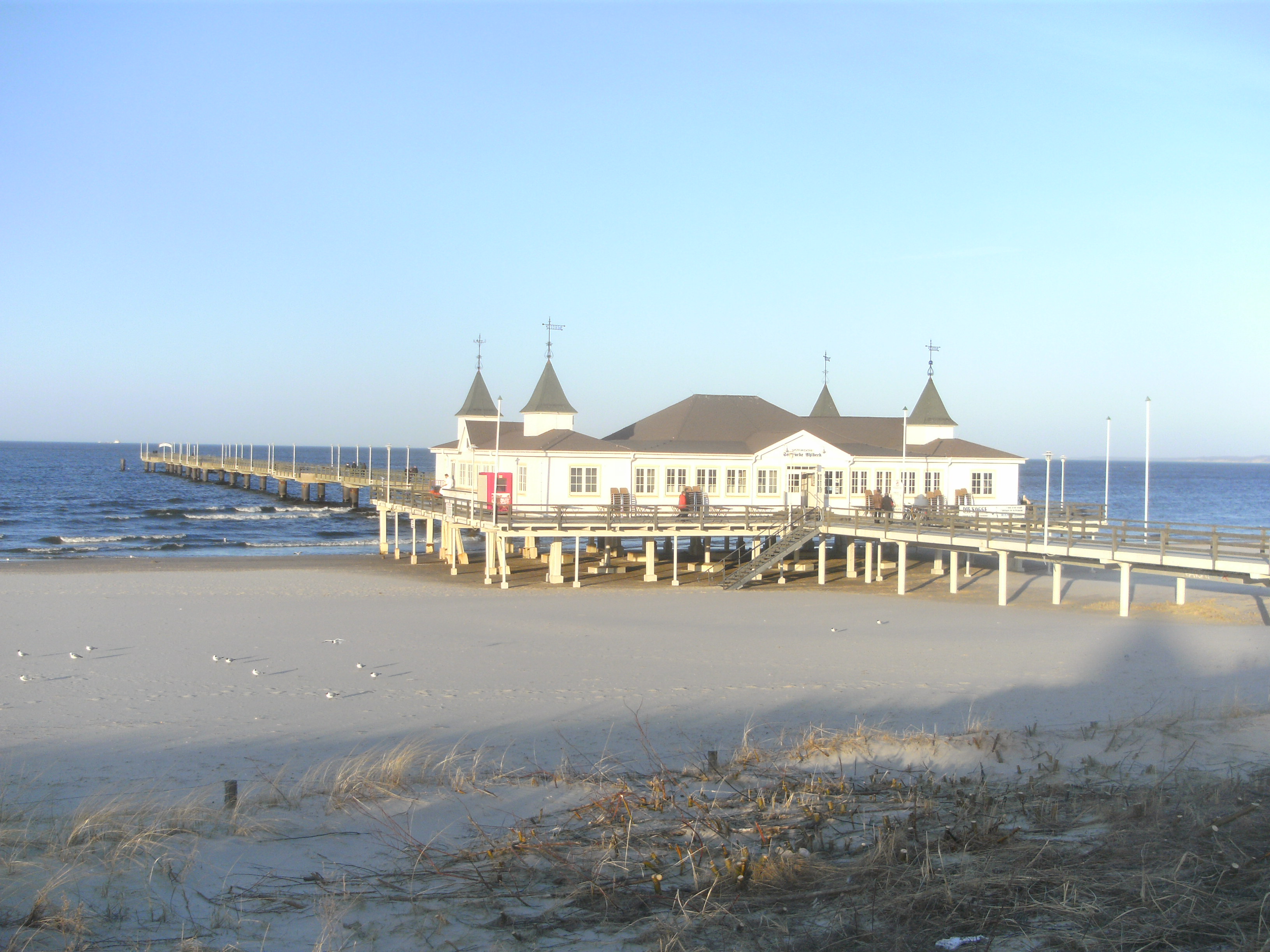
Seebrücke bzw. Pier mit dem historischen Restaurant Seebrücke Ahlbeck
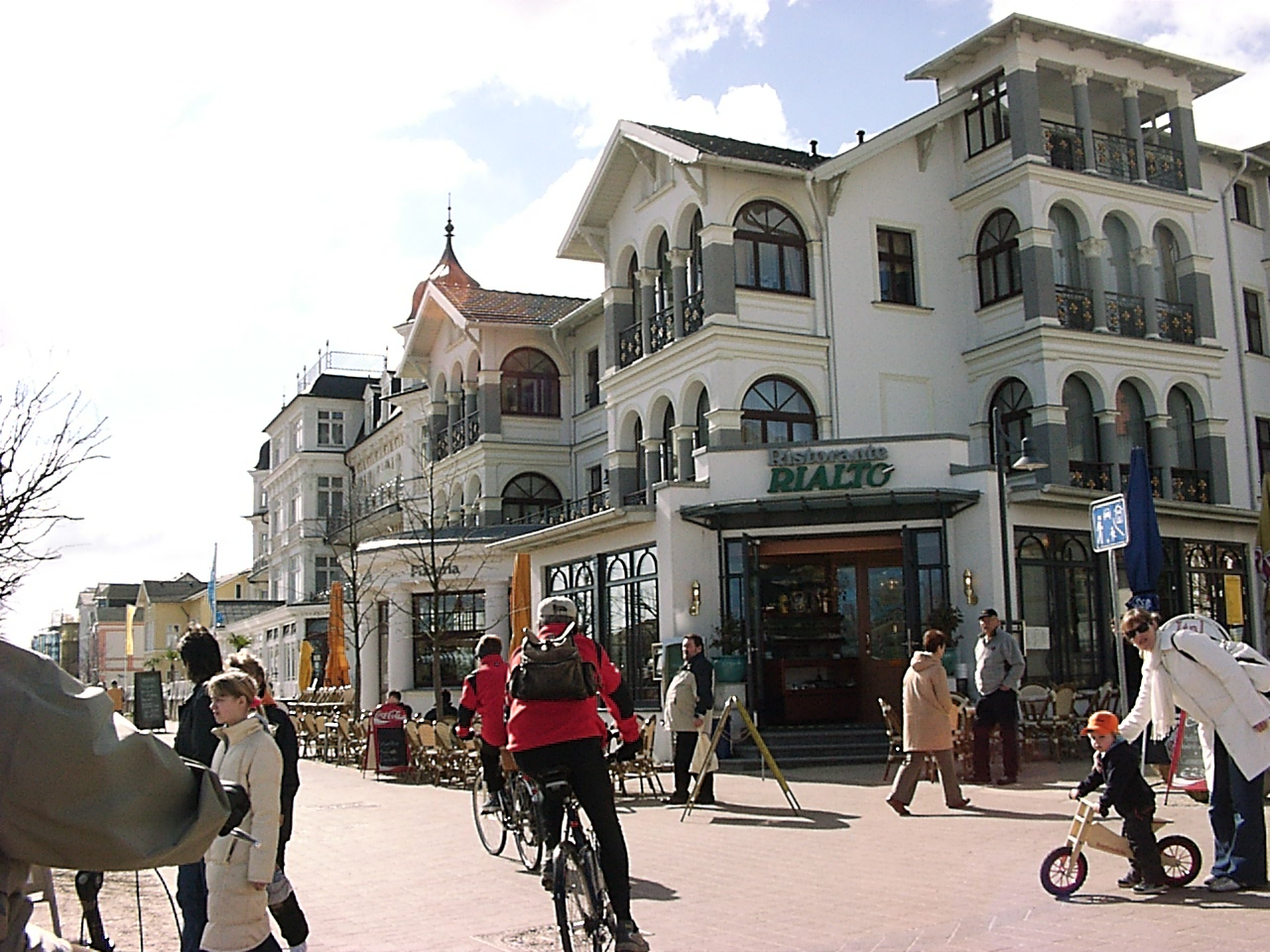
Seebad Ahlbeck, Hotel Ahlbecker Hof
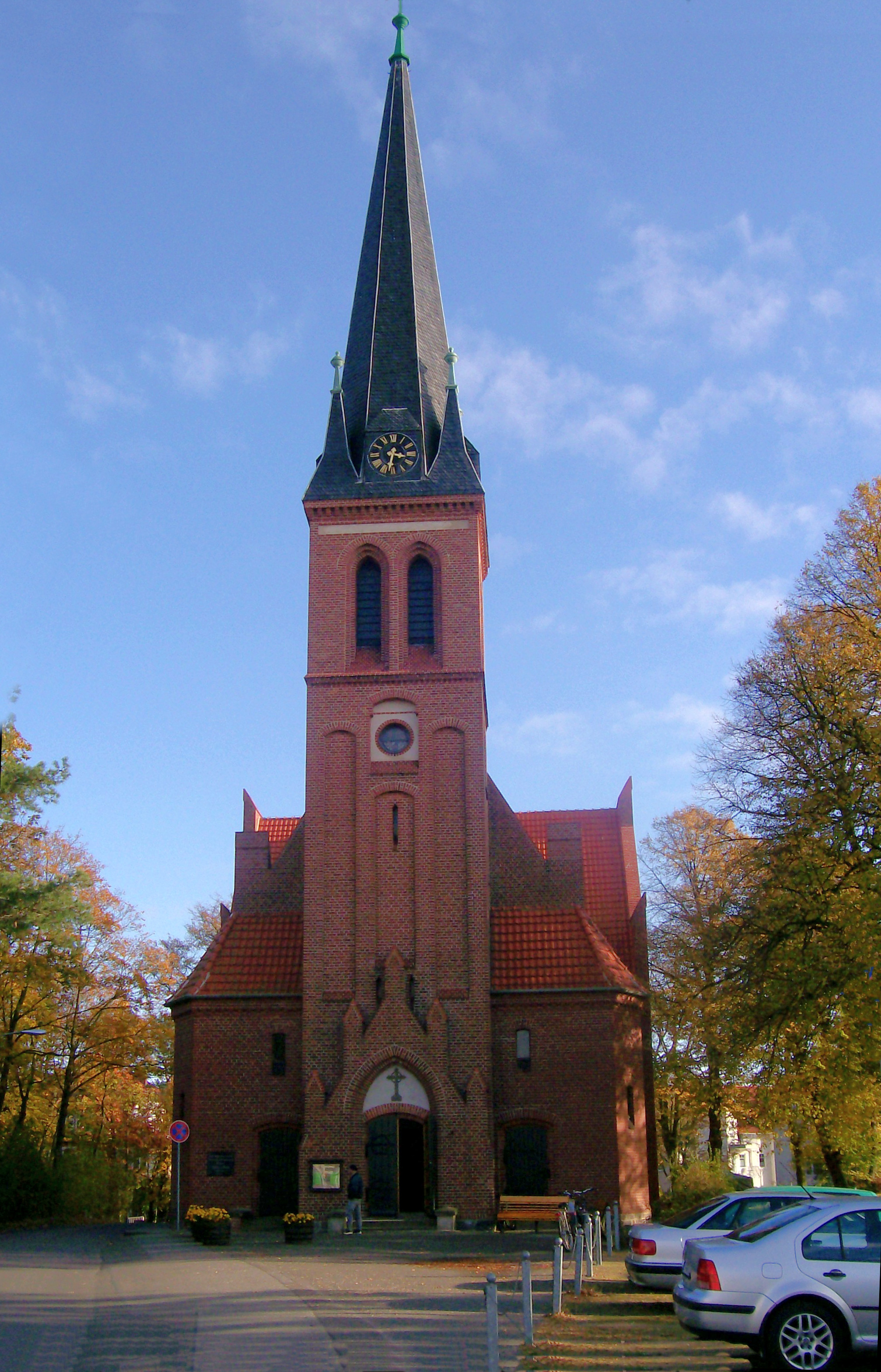
Kirche zu Ahlbeck
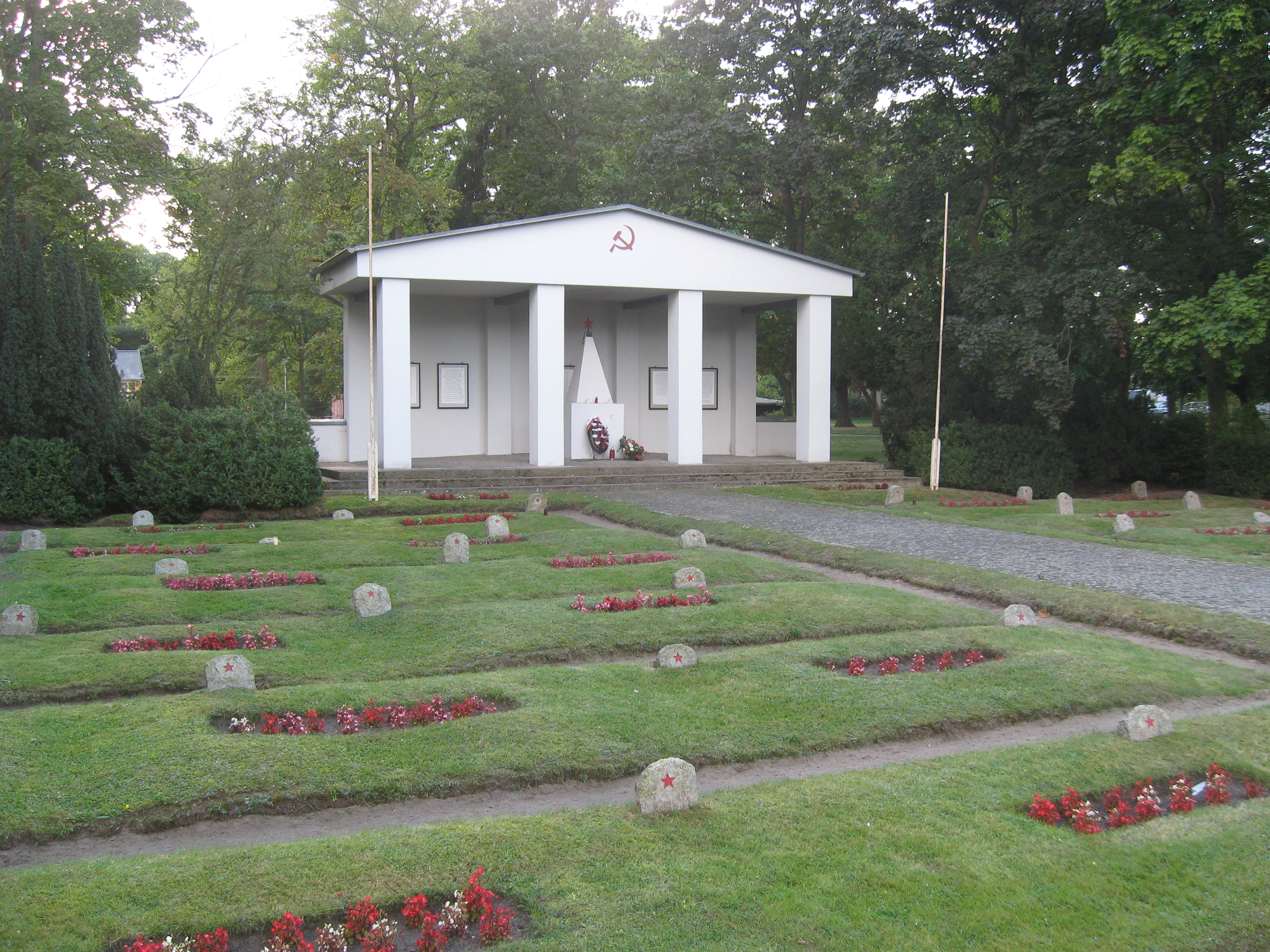
Sowjetischer Soldatenfriedhof am Bahnhof
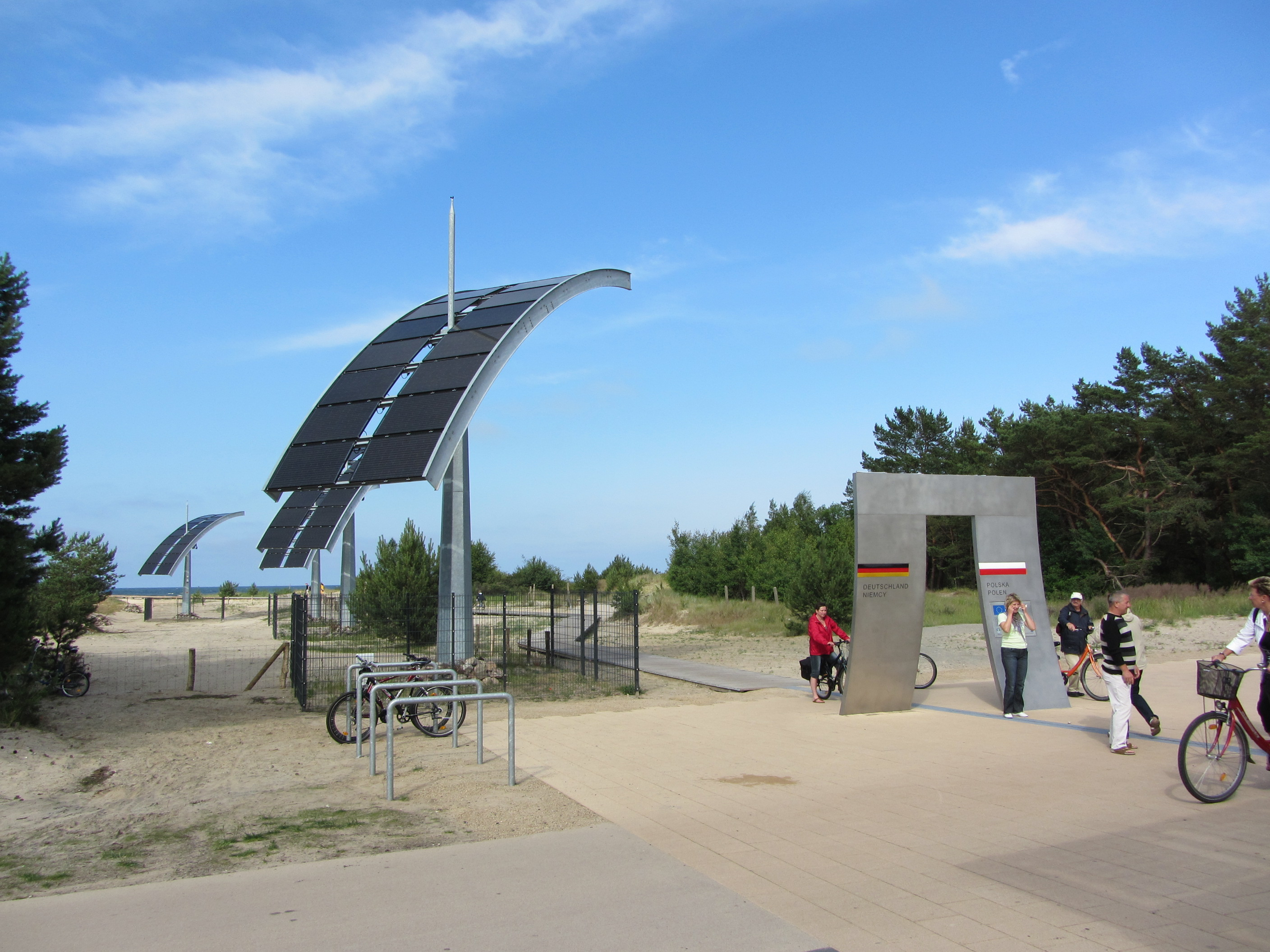
Grenzübergang nach Polen in Strandnähe
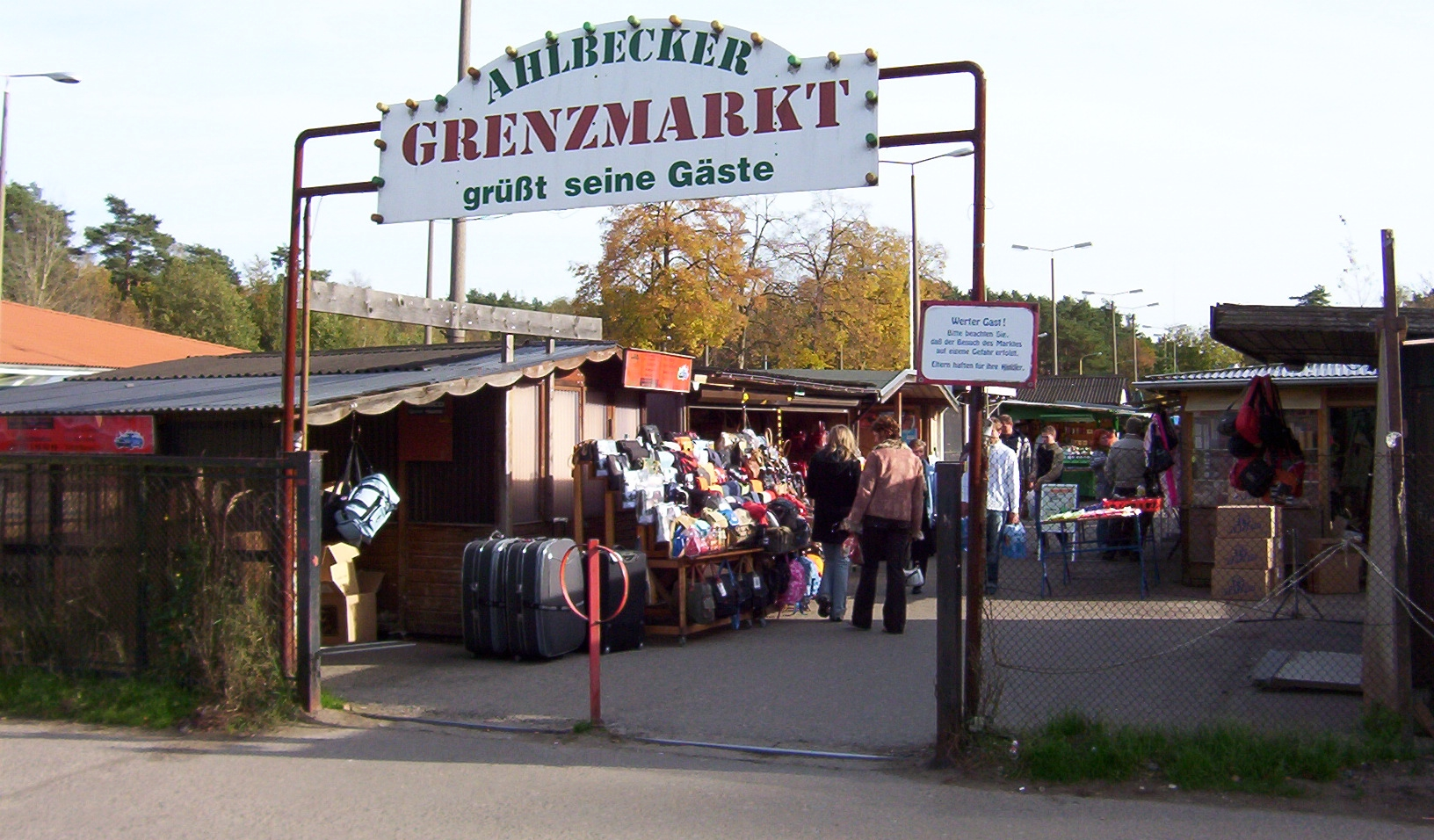
Eingang zum Ahlbecker Grenzmarkt in Świnoujście
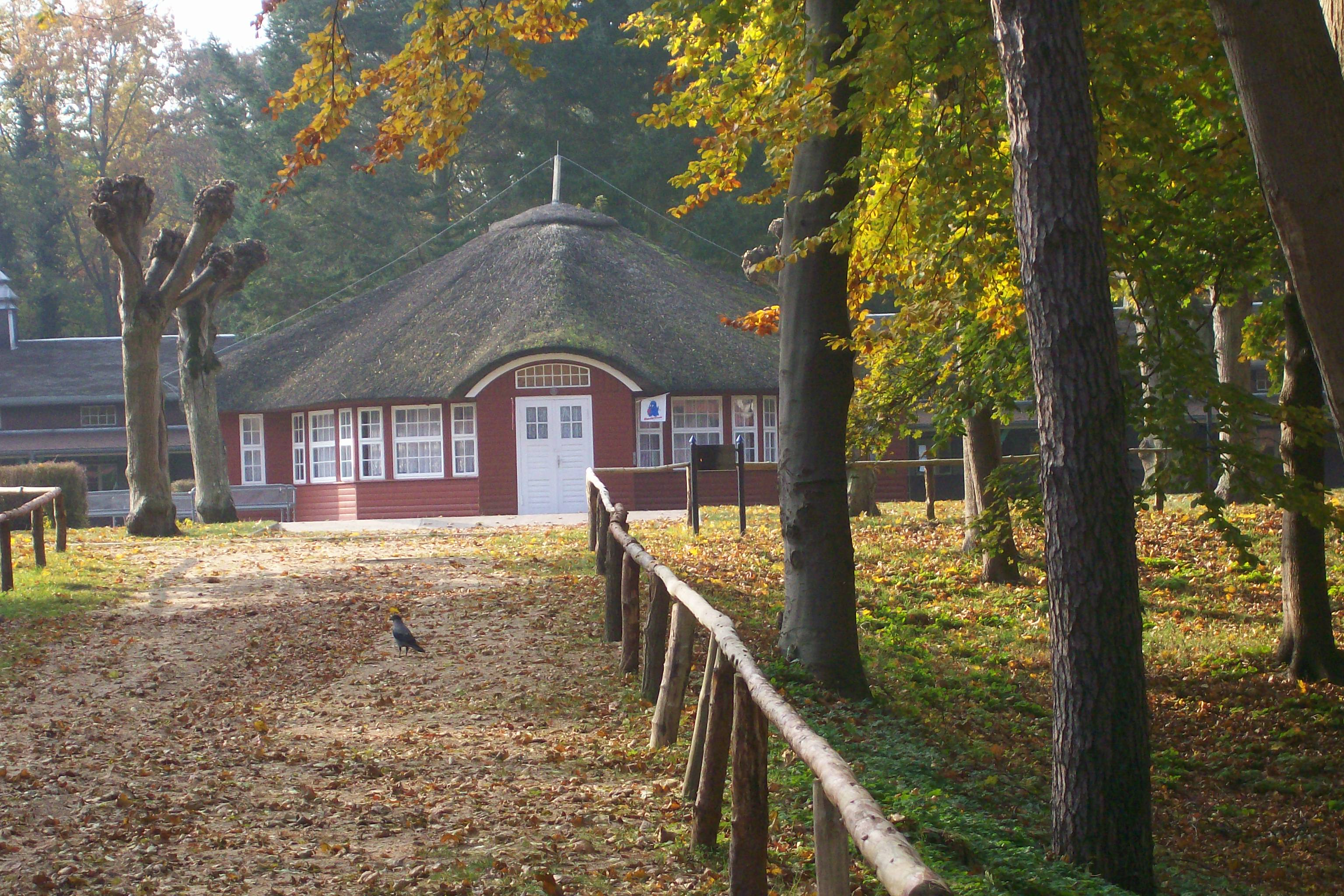
Pavillon des ehemaligen Kaiser-Wilhelm-Kinderheims
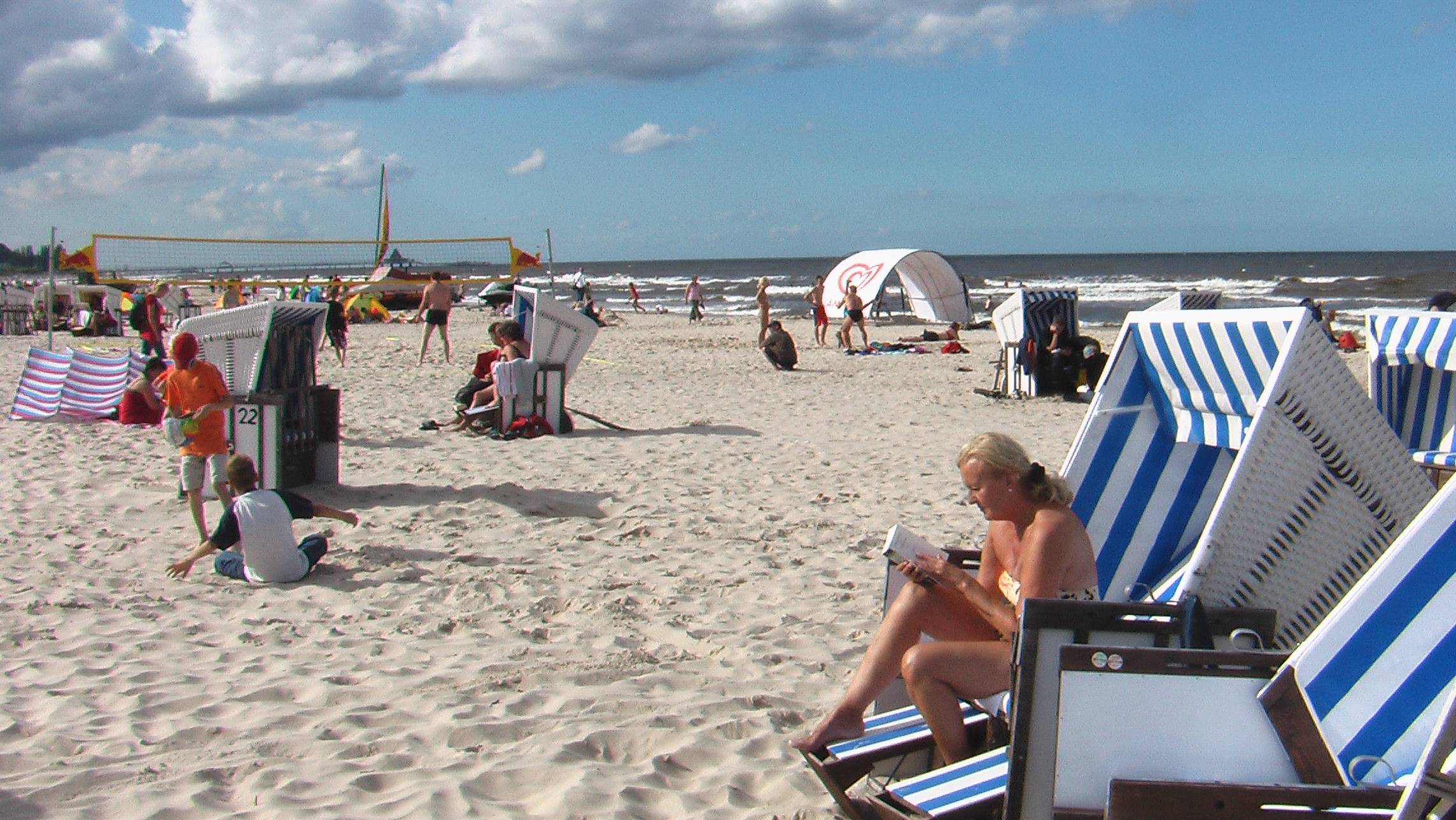
Ahlbeck Strandansicht
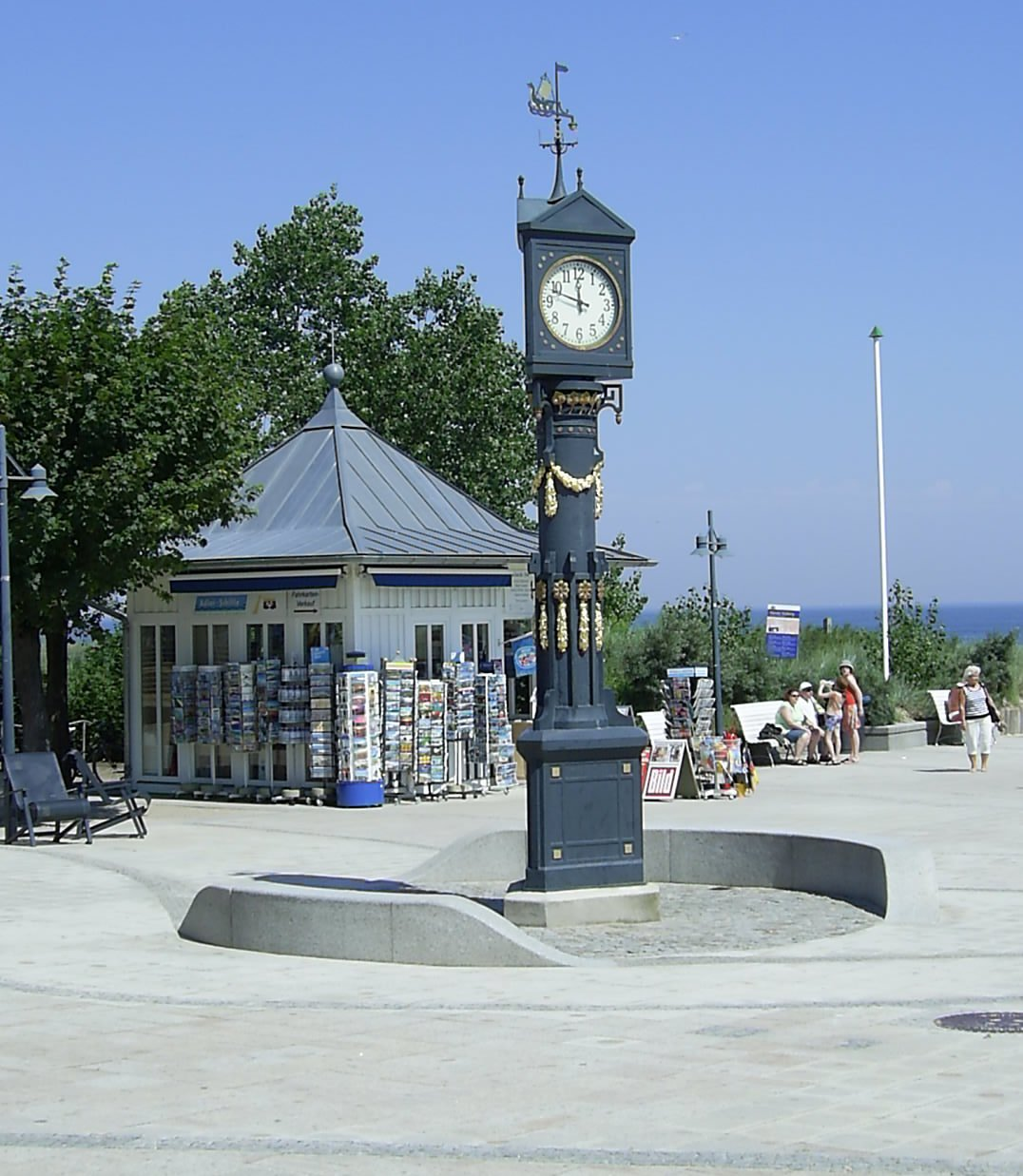
Historische Normaluhr vor der Seebrücke, eine private Spende aus dem Jahr 1911
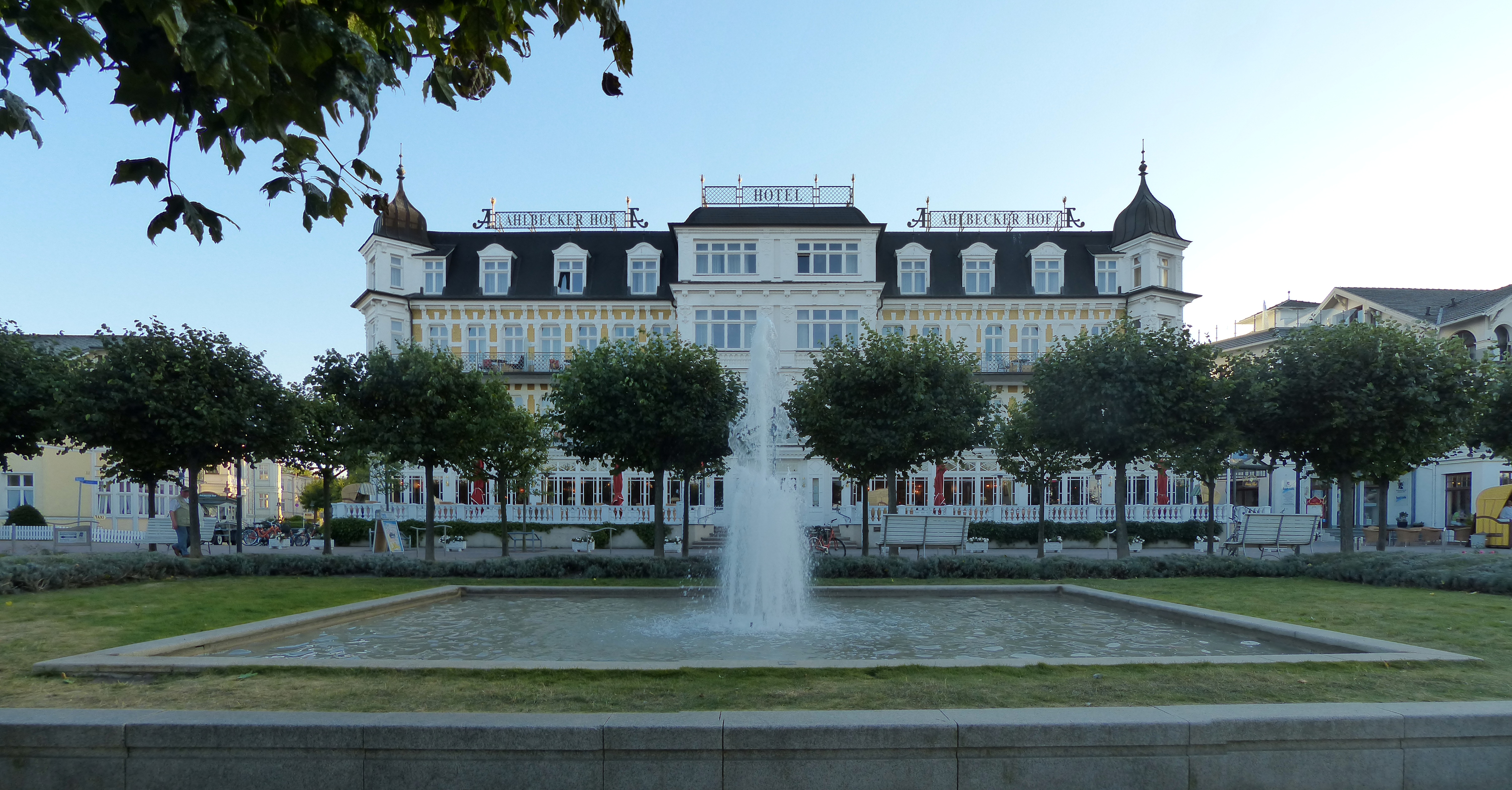
Grand Hotel Ahlbecker Hof (5 Sterne)
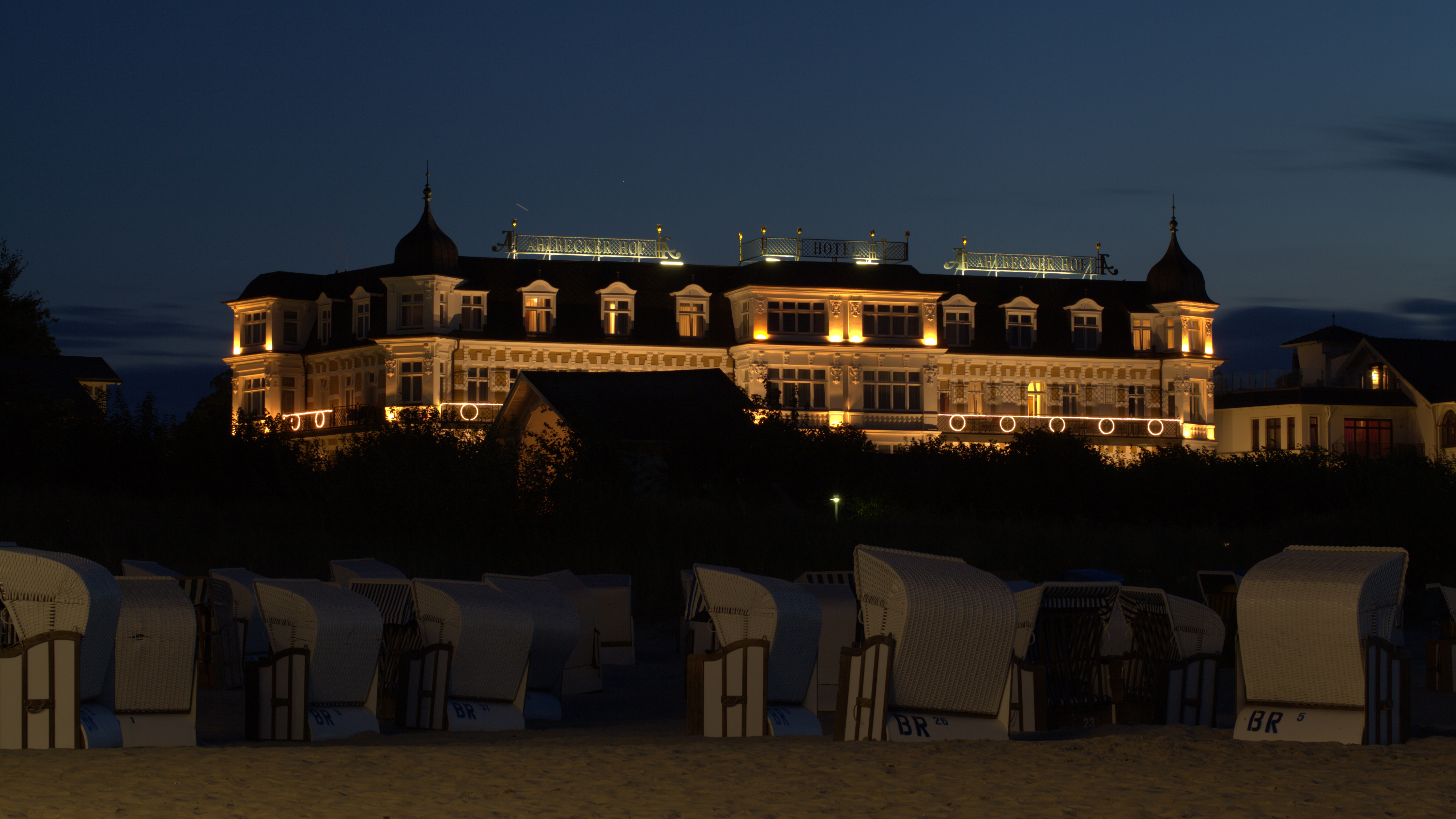
Ahlbecker Hof bei Nacht
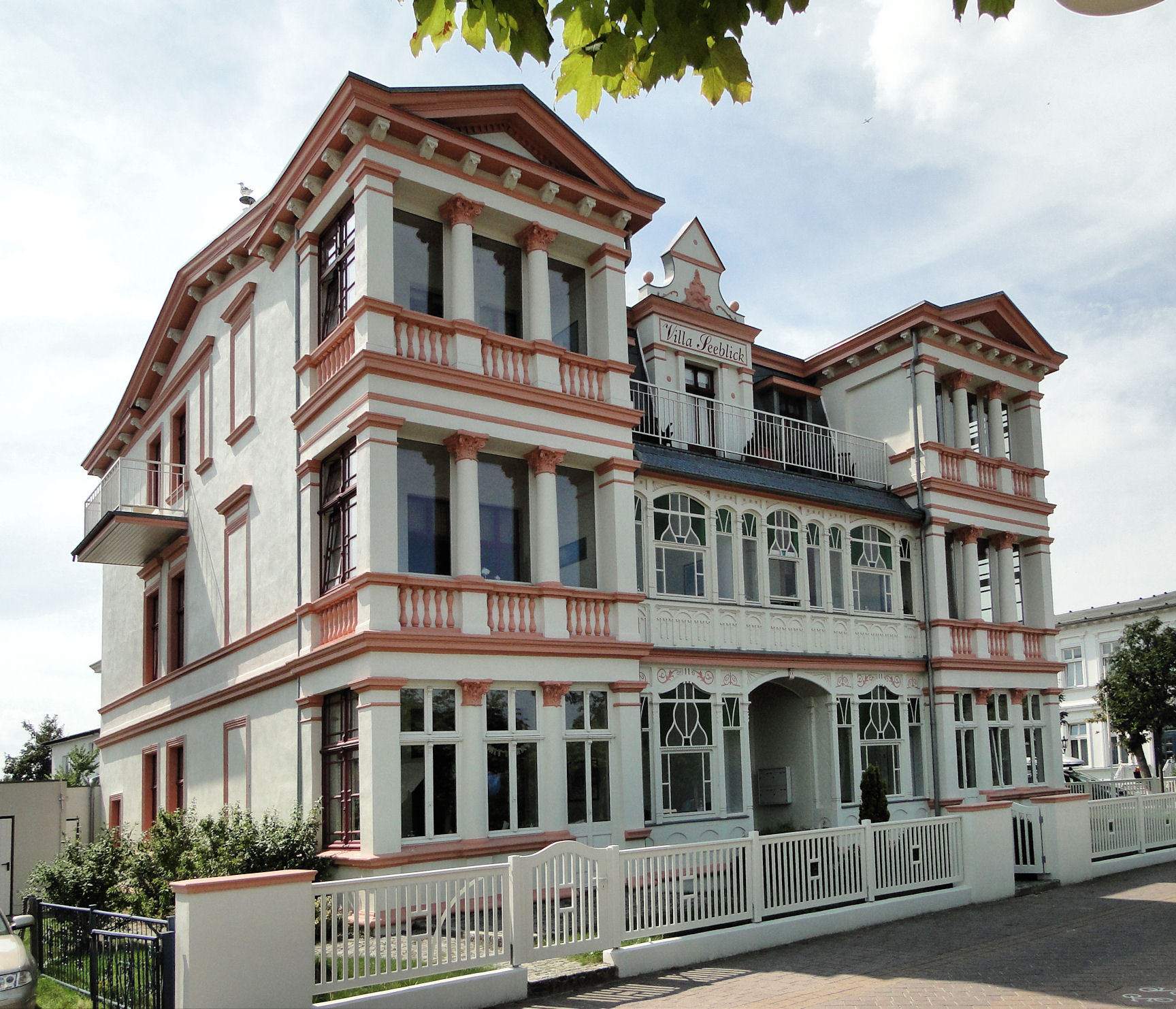
Villa der Bäderarchitektur in Ahlbeck
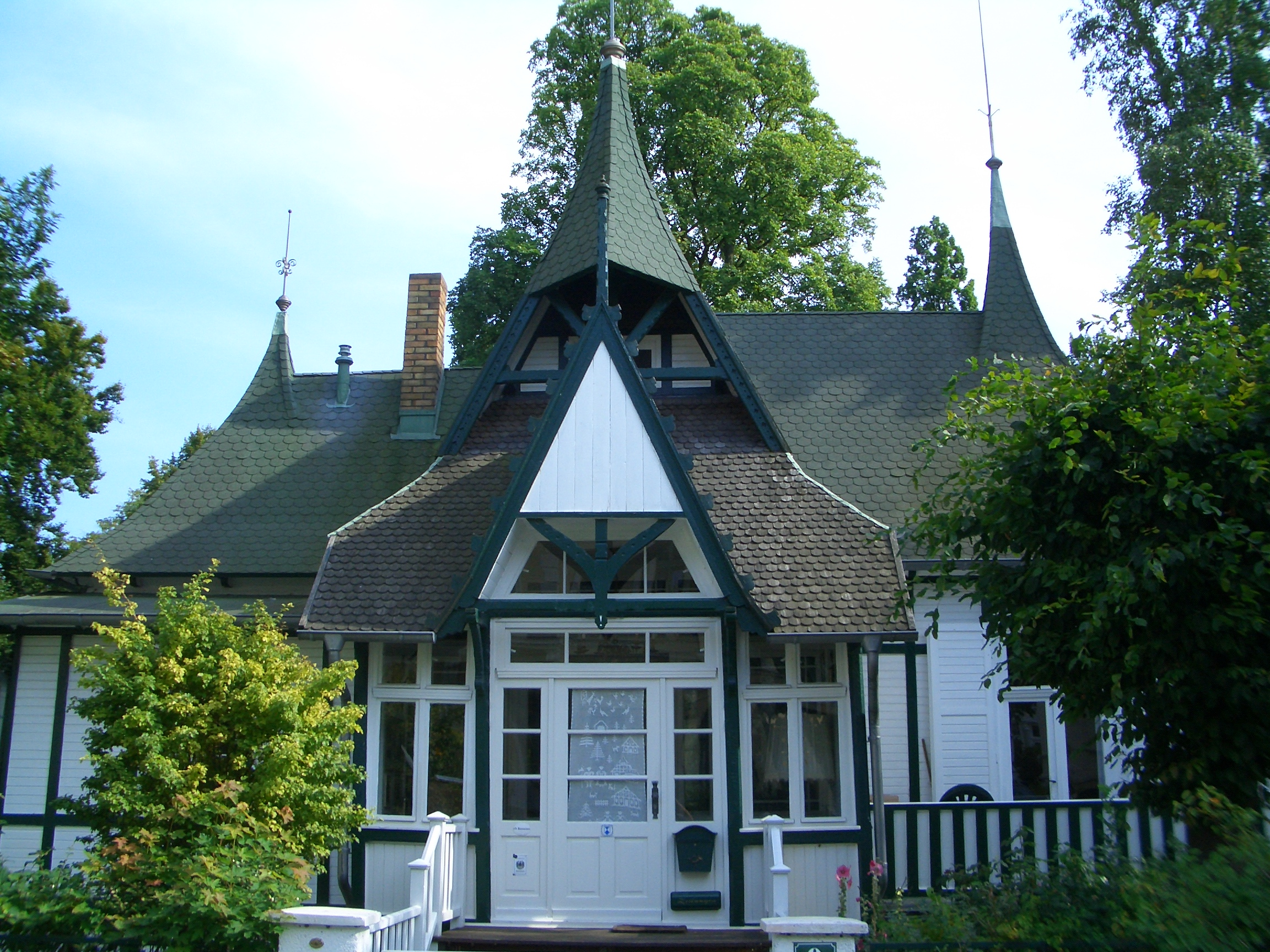
Villa in Holzbauweise (gefertigt durch Wolgaster Holzbau)
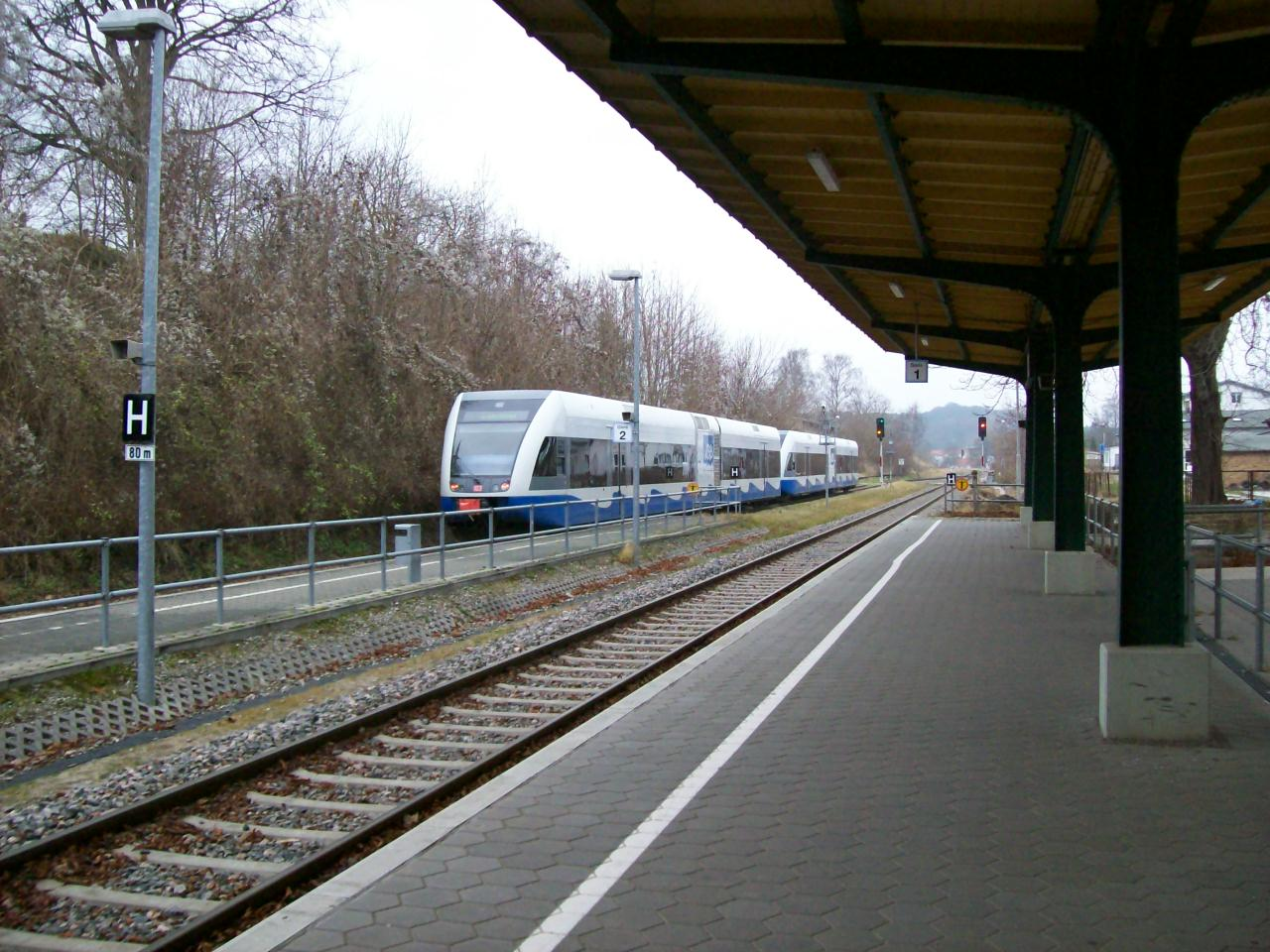
UBB-Zug am Bahnhof Ahlbeck an der Bahnstrecke Ducherow–Heringsdorf–Wolgaster Fähre
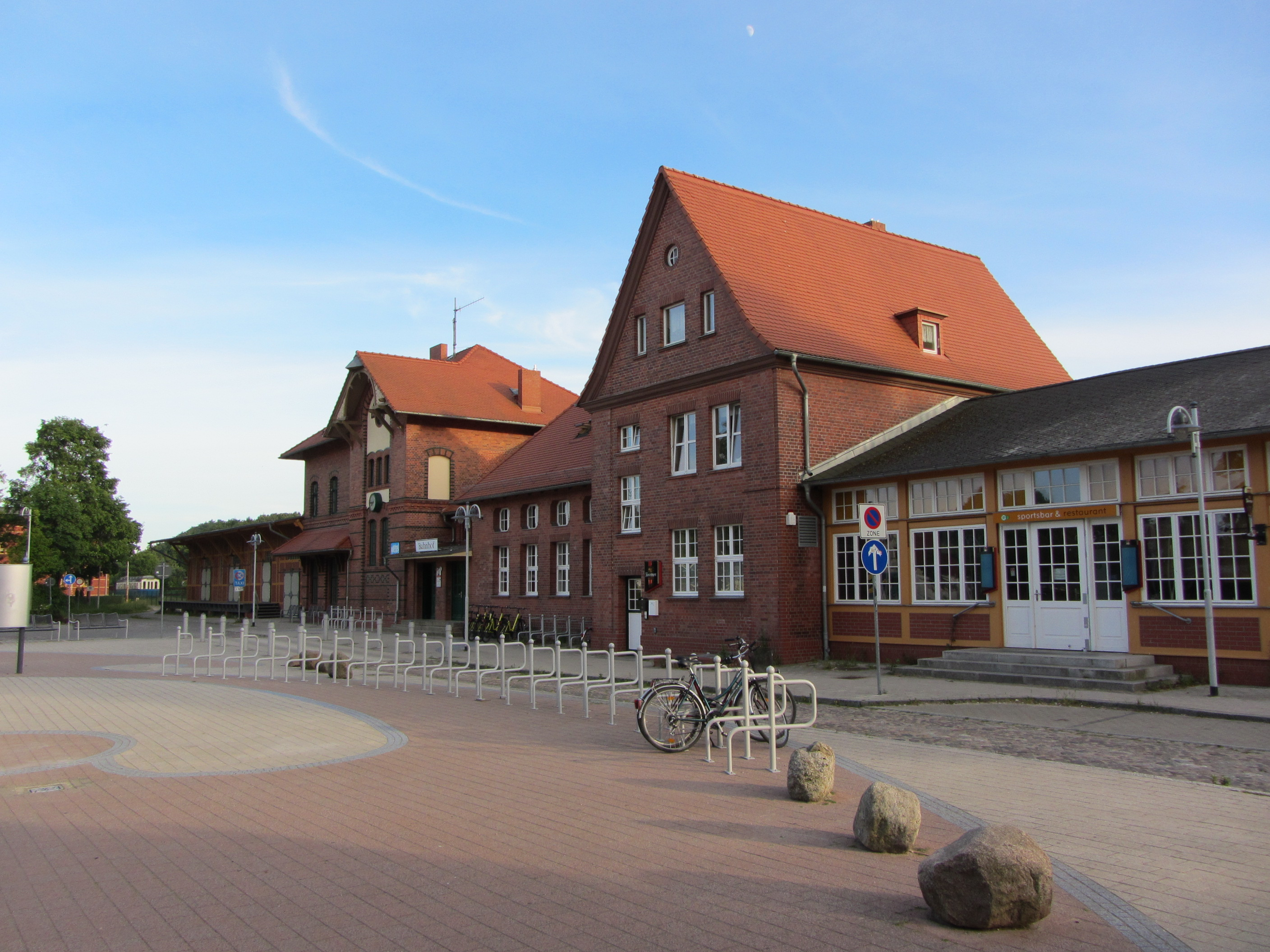
Bahnhof Seebad Ahlbeck

## Sportvereine
Der in Seebad Ahlbeck beheimatete HSV Insel Usedom ist ein Handballverein, der im April 2006 nach der Insolvenz des HSV Blau Weiß Insel Usedom entstand. Die Erste Mannschaft des Vereins spielt in der Regionalliga. 2004 bis 2006 spielte das Team in der zweiten Bundesliga.
Der SV Eintracht Ahlbeck 48 ist ein Sportverein mit den Sparten Fußball, Volleyball, Kegeln und Damengymnastik.
Der TC Blau Weiss Ahlbeck ist der Tennisverein des Ortes. Der im Jahr 1949 unter dem Namen BSG Aufbau Ahlbeck gegründete Verein brachte einige DDR-Meister hervor. Heute spielen sechs Mannschaften in verschiedenen Spielklassen, davon die 1. Herrenmannschaft in der Regionalliga Nord-Ost.

## Touristische Informationsseiten
- Ahlbeck auf usedom.de (Usedom Tourismus GmbH)
- Offizielle touristische Informationsseite der 3 Kaiserbäder Bansin, Heringsdorf und Ahlbeck (Usedom Tourismus GmbH)